# Cololejeunea producta
Cololejeunea producta là một loài Rêu trong họ Lejeuneaceae. Loài này được (Mitt.) S. Hatt. mô tả khoa học đầu tiên năm 1966.